# George Green
George Green (* 14. Juli 1793 in Sneinton (gespr. Snenton); † 31. Mai 1841 in Nottingham) war ein britischer Mathematiker und Physiker. Er war der Mitbegründer der Potentialtheorie und der Theorie des Elektromagnetismus. Die Greensche Funktion sowie die Greenschen Formeln gehen ebenfalls auf ihn zurück.

## Leben
Greens Vater, ebenfalls George Green, stammte aus Nottingham und war ein wohlhabender Bäcker, Konstrukteur, Erbauer und Besitzer der nach ihm benannten Greenschen Windmühle (Green’s Windmill), damals außerhalb Sneintons auf einem Hügel nach dem neuesten Stand der Technik errichtet. Nach Stilllegung 1860, Verfall und drohendem Abriss ist sie seit 1985 wieder windmahlfähig und heute ein Wissenschaftszentrum und Gedenkstätte (Green’s Windmill and Science Centre) für Sneintons berühmten Sohn, dem sie ihren Erhalt verdankt.

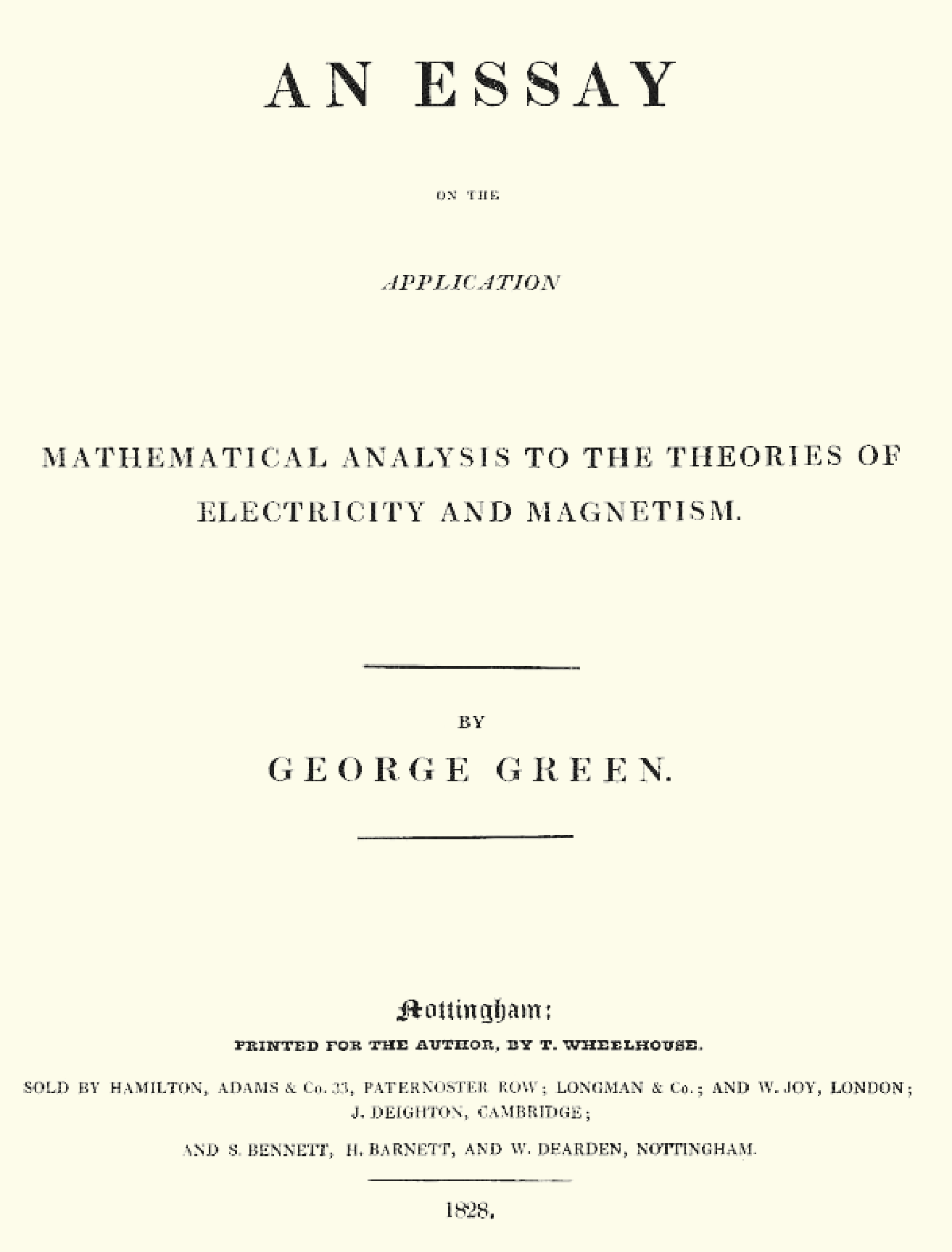
Titelseite von George Greens Originalessay – heute als Greens Theorem bekannt

George besuchte die Schule nur zwei Jahre und arbeitete dann in der Mühle seines Vaters von 1802 bis zu dessen Tod 1829. Green führte das Müllerei-Geschäft erfolgreich fort und musste 1831 eine wegen neuer Reformgesetze aufgebrachte Menschenmenge von seiner Mühle mit einem Musketenschuss verjagen. Er war in weitem Umfang Autodidakt und studierte in der eigenen Mühle die Grundlagen physikalischer Gesetze. Es ist nicht genau bekannt, wie er sich die umfassenden mathematischen Grundlagen erarbeitete, die seine späteren Arbeiten ermöglichten, aber man weiß, dass er die Nottinghamer Abonnementbücherei (Nottingham Subscription Library) seit 1823 besuchte, die über Exemplare von Werken Pierre-Simon Laplaces wie Mécanique céleste („Himmelsmechanik“) verfügte, die der damals 30-Jährige studiert hatte. Man vermutet, dass John Toplis, Direktor des Nottinghamer Privatgymnasiums (Nottingham Highschool, gegr. 1513) von 1806 bis 1819 und Übersetzer wissenschaftlicher Werke, Einfluss auf George Green hatte. 1828 veröffentlichte Green sein erstes Werk Ein Essay über die Anwendung der mathematischen Analyse auf die Theorien von Elektrizität und Magnetismus (An Essay on the Application of Mathematical Analysis to the Theories of Electricity and Magnetism), in dem er die Potentialfunktion und das Konzept der Greenschen Funktion zur Lösung von partiellen Differentialgleichungen einführt und den Satz von Green beweist. Das Essay wurde ca. 50 Abonnenten der Bücherei zugänglich gemacht, aber nur von wenigen gelesen, vor allem nicht vom nationalen und internationalen Fachpublikum, mit Ausnahme von Sir Edward Bromhead, einem studierten Mathematiker. Dieser brachte ihn in akademische Kreise. Im Alter von 40 Jahren ging Green 1833 an die Universität Cambridge und graduierte 1837 mit Auszeichnung. Nebenbei arbeitete er in seiner Mühle und machte damit ein kleines Vermögen. Er schrieb Werke über Akustik, Optik und Hydrodynamik und hatte an der Universität eine erfolgreiche, aber kurze Karriere. Vier Jahre nach seiner Graduierung starb er in Nottingham an Grippe. Seine Arbeit, die auf dem besten Wege zu internationaler Anerkennung war, geriet mit seinem Tod in Vergessenheit und wurde erst 1846 von Lord Kelvin wiederentdeckt.

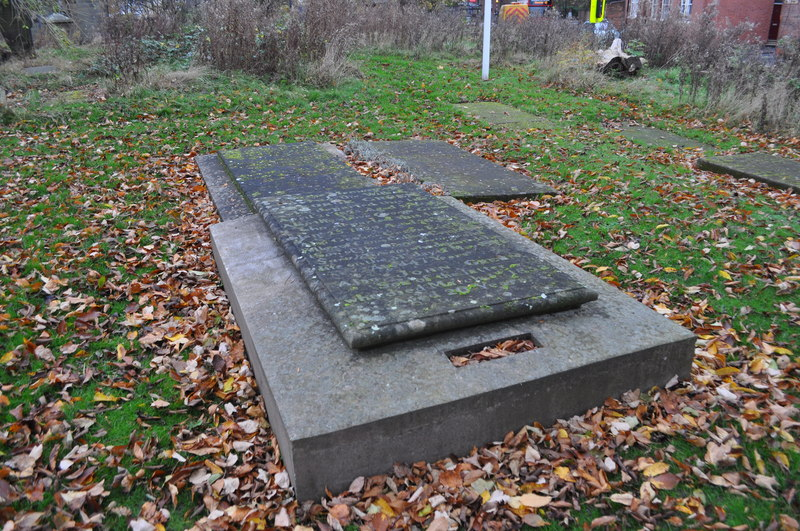
Greens Grab in Nottingham

Als Albert Einstein sein Grab 1930 besuchte, äußerte er seine Bewunderung für den zu wenig bekannten Wissenschaftler und bemerkte, dass George Green seiner Zeit mehr als zwanzig Jahre voraus gewesen sei.
Green zu Ehren ist in der Kontinuumsmechanik die Hyperelastizität auch als Green-Elastizität bekannt. Ebenso wurde ein Dehnungsmaß, der Greensche Verzerrungstensor, nach ihm benannt.
Die Pioniere der Quantenfeldtheorie Freeman Dyson und Julian Schwinger würdigten Green als Erfinder der Methode der Greenschen Funktion, die als Propagatoren eine fundamentale Rolle im Formalismus der Quantenfeldtheorie spielen.
Auch der Mondkrater Green und der Asteroid (12016) Green sind nach ihm benannt.

## Werke
- An Essay On the Application of Mathematical Analysis to the Theories of Electricity and Magnetism. Nottingham, 1828. Nachdrucke:
  - William Thomson (ed.): An essay on the application of mathematical analysis to the theories of electricity and magnetism. Introductory notices. Journ. f. reine u. angew. Math. 39 (1850), S. 73–89.
  - William Thomson (ed.): An essay on the application of mathematical analysis to the theories of electricity and magnetism. General preliminary results. Journ. f. reine u. angew. Math. 44 (1852), S. 356–374.
  - William Thomson (ed.): An essay on the application of mathematical analysis to the theories of electricity and magnetism. Application of the preceding results to the theory of electricity. Journ. f. reine u. angew. Math. 47 (1854), S. 161–221.
  - in N. M. Ferrers (ed.): Mathematical papers of the late George Green … London, Macmillan, 1871. UMich Scans. Reprint Chelsea 1970
  - Eine dreibändige Ausgabe seiner Schriften ist vom George Green Memorial Fund veröffentlicht worden.